# Jutjat de pau
Un jutjat de pau és un òrgan unipersonal que té jurisdicció al terme municipal corresponent. Els jutjats de pau són el primer esglaó de l'aparell judicial i existeixen en tots els municipis en què no hi hagi Jutjats de Primera Instància i Instrucció (art. 99 de la LOPJ).Van ser creats per Reial decret de 22 d'octubre de 1855.
Són jutges que es caracteritzen pel caràcter temporal del seu mandat i la seva no-professionalitat, no els cal tenir el títol de llicenciat en dret, com la resta de jutges. Són nomenats per majoria absoluta per la corporació municipal de la demarcació on exerceixen les seves funcions, per un període de quatre anys, amb la possibilitat de reeleccions il·limitades. Tenen competències en matèria civil.
Actualment a Catalunya hi ha 898 jutjats de pau, agrupats en 44 dels 49 partits judicials i poden atendre potencialment el 40% del total d'habitants del territori, distribuïts territorialment així:
- Barcelona Sud, 228.
- Barcelona Nord, 58.
- Girona, 212.
- Lleida, 224.
- Tarragona, 135.
- Terres de l'Ebre, 41.

## El jutge de pau
El jutge de pau és una persona elegida per l'ajuntament del municipi i que exerceix les funcions jurisdiccionals corresponents als jutjats de pau durant quatre anys.
Ha de ser major d'edat; tenir nacionalitat espanyola; no estar incapacitat per a l'exercici de les funcions jurisdiccionals; i no tenir incompatibilitat per al càrrec. El jutge de pau pot fer activitats professionals o mercantils. Els jutjats de pau són òrgans unipersonals a càrrec de jutges llecs, és a dir, persones que no han de ser necessàriament professionals del Dret ni pertànyer a la carrera judicial. Normalment se’ls tria per la seva trajectòria personal i pel seu tarannà. Són persones que compleixen una funció tradicional "d'home bo".
Els jutges de pau són compensats econòmicament per la seva activitat amb càrrec als pressuposts generals de l'Estat. La compensació, que varia segons el nombre d'habitants del municipi, és compatible amb els ingressos derivats de les activitats professionals compatibles amb l'exercici del càrrec.
El jutge de pau serà triat pel ple de la Corporació Local a partir dels candidats que s'ofereixin o designat directament si no hi havia cap candidatura. La proposta serà enviada al Jutjat d'Instrucció de la demarcació judicial a la qual pertanyi, que, després del nomenament la comunicarà a la Sala de Govern del Tribunal Superior de Justícia de la Comunitat Autònoma.
La durada en el càrrec és de quatre anys (art. 101 LOPJ) i cessa per les mateixes causes que els jutges de carrera judicial (103 LOPJ).
Tenen exclusivament competències civils i, concretament, coneixen d'aquells assumptes civils la quantia dels quals no excedeixi de 90 euros. Tràmits i celebració de tota mena d'actes de conciliació. L'altra gran funció que exerceixen és la de ser Registre Civil del municipi on radica el Jutjat de Pau, on es desenvolupen totes les funcions relatives a la tramitació d'expedients registrals: inscripcions i expedició de certificacions de naixements, matrimonis, defuncions, celebració de matrimonis civils, expedició de fe de vida.

## Subvencions als jutjats de pau de Catalunya
El Departament de Justícia atorga subvencions anuals als ajuntaments dels municipis de Catalunya on hi ha jutjat de pau per ajudar a pagar les despeses de funcionament. La quantia d'aquesta subvenció es determina d'acord amb la xifra d'habitants de cadascun dels municipis segons el padró municipal.